# مهرجان القاهرة السينمائي السادس والثلاثون
انطلق مهرجان القاهرة السينمائي في دورته ال36 في 9 نوفمبر 2014 بمشاركة عشرة دول عربية و17 فيلم عربي وقد تم الإعلان عن مشاركة ستة أفلام مرشحة لجائزة الاوسكار لعام 2015. اختيرت لجنة التحكيم من أربعة سينمائيين وأربع سينمائيات من العالم العربى وآسيا وأفريقيا وأوروبا، ويمثلون فنون الإخراج والسيناريو والإنتاج والتصوير والنقد وترأسهم الممثلة المصرية يسرا.

## الأحداث والوقائع البارزة
وقع اختيار إدارة مهرجان القاهرة السينمائي الدولي على الفنانة يسرا لتترأس لجنة التحكيم، لتكون أول شخصية مصرية تترأس اللجنة في تاريخ المهرجان. وللمرة الأولى في تاريخ المهرجان يشارك فيلم رسوم متحركة وفيلم وثائقي. واختارت إدارة مهرجان القاهرة الممثلة المصرية نادية لطفي لتكون في الملصق الدعائي الخاص بالدورة الذي صممه الفنان كريم آدم، وهي المرة الأولى في تاريخ المهرجان يوضع صورة فنانا مصريا على البوستر الخاص بالدورة.
وتلقت لطفي خلال فعاليات حفل الافتتاح تكريمًا خاصًا عن مُجمل أعمالها، كما أعدت إدارة مهرجان القاهرة السينمائي فيلمًا تسجيليًا عن مشوار النجمة الكبيرة عُرض في يومه الثاني. وافتتح لأول مرة الفيلم الإماراتى من ألف إلى باء إخراج علي مصطفى، والإيراني الركن من إخراج عابد أبست.

### الأفلام المصرية في المهرجان
شهد المهرجان مشاركة ستة أفلام مصرية توزعت بين أقسام المهرجان المختلفة، ففي قسم الأفلام الروائية الطويلة شارك فيلم « باب الوداع» للمخرج كريم حنفي وبطولة سلوى خطاب وأحمد مجدي ليمثل السينما المصرية في المسابقة الدولية، وفي قسم العروض الخاصة تم عرض فيلمي: «ديكور» للمخرج أحمد عبد الله وبطولة خالد أبو النجا وحورية فرغلي بالإضافة إلى فيلم «حائط البطولات» للمخرج محمد راضي، وفي قسم كلاسيكيات السينما الطويلة عرضت نسخة جديدة لفيلم «الحرام» بعد ترميمها من إخراج هنري بركات في عام 1965، ويٌعرض الفيلم ضمن مئوية الاحتفال ببركات، كما شهد المهرجان عرض فيلم «زي عود الكبريت» للمخرج والفنان الراحل حسين الإمام والفيلم تم تصويره بالكامل بالأبيض والأسود.

## لجان التحكيم
| - يسرا، ممثلة مصرية (الرئيس) - وانج زيا شواي مخرج صيني، عرض المهرجان فيلمه «فقد الذاكرة الحمراء»، الذي اشترك في مسابقة مهرجان فينيسيا في 2014. - هايلى جريما مخرج أثيوبي، وهو أحد كبار مخرجي السينما الأفريقية. - كورين فان إيجرت منتجة هولندية. - إبراهيم العريس ناقد لبناني - ألكسيس جريفاس. - دومينيك كابريرا، مخرجة فرنسية . - مريم نعوم، كاتبة سيناريو مصرية. - نانسي عبد الفتاح، مديرة تصوير مصرية. | - ليلى علوي، ممثلة من مصر (الرئيس) - محمد رضا، ناقد من لبنان - نجيب عياد، منتج من تونس | - خميس خياطي، ناقد من تونس (الرئيس) - ديبورا يانج، ناقدة من الولايات المتحدة الأمريكية - باربرا لوي، ناقدة ألمانية |

## الأفلام المشاركة

### المسابقة الدولية
الأفلام التالية تنافست على جائزة الهرم الذهبي.
| العنوان بالعربي               | العنوان الأصلي                                   | إخراج            | الدولة           |
| ----------------------------- | ------------------------------------------------ | ---------------- | ---------------- |
| باب الوداع                    | _                                                | كريم حنفي        | مصر              |
| عيون الحرامية                 | _                                                | نجوى نجار        | فلسطين           |
| عبر عدسات سوداء               | Through a Lens Darkly                            | توماس آلان هاريس | الولايات المتحدة |
| لقد جئنا كأصدقاء              | Nous venons en amis                              | هوبرت ساوبر      | فرنسا            |
| الصبى والعالم                 | O Menino e o Mundo                               | آلي أبريو        | البرازيل         |
| بلد شارلي                     | Charlie's Country                                | رولف دى هير      | أستراليا         |
| الحب من أول صراع              | Les Combattants                                  | توماس كايلي      | فرنسا            |
| أحمر أزرق أصفر                | _                                                | نجوم الغانم      | الإمارات         |
| جزيرة جيوفاني                 | ジョバンニの島                                   | ميزو نيشيكودو    | اليابان          |
| إلى الأبد                     | Gia panta                                        | مرغريتا مانتا    | اليونان          |
| وكان مساء وكان صباح           | E fu sera e fu mattina                           | إيمانويل كاروزو  | إيطاليا          |
| دولار من رمال                 | Dólares de Arena                                 | لورا إيميليا     | الدومنيكان       |
| ميلبورن                       | ملبورن                                           | نيما جافيدى      | إيران            |
| خمس نجوم                      | Five Star                                        | كيث ميلر         | الولايات المتحدة |
| السيدة براكيتس وجليسة الأطفال | La señora Brackets, la niñera, el nieto bastardo | سيرجيو كاندل     | إسبانيا          |
| ضوء الشمس المظلم              | The Blinding Sunlight                            | ليو يو           | الصين            |

### أسبوع النقاد الدولي
| العنوان بالعربي        | إخراج              | الدولة             |
| ---------------------- | ------------------ | ------------------ |
| طفل لا أحد             | فوك راسوموفيتش     | صربيا- كرواتيا     |
| شاطئ الموت             | لوي باتينو         | إسبانيا            |
| فيكتوريا               | مايا فيتكوفا       | بلغاريا            |
| احبس أنفاسك مثل العاشق | كوه إيغارتشي       | اليابان            |
| العرائس                | تيناتين كيريشيفيلي | جورجيا             |
| الإيراني               | ياسين الإدريسي     | المغرب             |
| الرقص مع مايا          | إيفان جيرجوليت     | إيطاليا- الأرجنتين |

## الجوائز
| اختلفت جوائز المهرجان عن النسخ السابقة، وقسم الفائزون في مهرجان القاهرة السينمائي الدولي إلى: - الهرم الذهبي: ملبورن للمخرج نيما جاويدي. - الهرم الفضي لأفضل مخرج: مارغريتا ماندا عن فيلم إلى الأبد من اليونان. - الهرم الفضي لأفضل سيناريو: فاز بها البرازيلي ألي أبريو عن فيلم الصبي والعالم من البرازيل. - الهرم الفضي لأفضل إسهام فني: فاز بها مدير التصوير زكي عارف، عن فيلم «باب الوداع» من مصر. - أفضل ممثل: خالد أبو النجا عن دوره في عيون الحرمية. - أفضل ممثلة: أديل هاملين عن دورها في الحب من أول صراع. | أشادت ونوّهت لجنة تحكيم الدورة الأولى من أسبوع النقاد التي عٌقدت ضمن فعاليات المهرجان عن القيمة الفنية والفكرية العالية للأفلام المقترحة في هذه الدورة الأولى، وأعلنت بإجماع أعضائها عن إسناد: - جائزة شادي عبد السلام: فيلم «طفل لا أحد» من إخراج فوك رشوموفيتش (صربيا) - جائزة فتحي فرج لأفضل إسهام فني: «عرائس» من إخراج تيناتين كاجريشفيلي (جيورجيا) - جائزة سعد الدين وهبه (أفضل إسهام فني): الصوت الخفي للمخرج المغربي كمال الكمال. - جائزة يوسف شاهين (أفضل إبداع فني): باب الوداع تسلمها مدير التصوير زكي عارف. - جائزة صلاح أبو سيف (أفضل فيلم عربي): حكايات شهرزاد للمخرجة زينة دكاش - شهادة تقدير خاصة في مسابقة الأفلام العربية: ذيب - جوائز نجيب محفوظ (الهرم الذهبي الشرفي): - فولكر شوليندورف، مخرج ألماني - نور الدين صايل، سينمائي مصري - نادية لطفي، ممثلة مصرية |

## وصلات خارجية
- قائمة الأفلام المعروضة في مهرجان القاهرة 2014 على قاعدة بيانات الأفلام على الإنترنت